# Hélicaon
Dans la mythologie grecque, Hélicaon (en grec ancien Ελικάων / Helikáôn) est un prince troyen, fils d'Anténor et de Théano, et époux de Laodicé (fille de Priam).
Il est blessé durant les combats la nuit de la prise de Troie, mais Ulysse, qui le reconnait comme un des fils d'Anténor, le sauve en le sortant de la mêlée.
Un astéroïde (30942) Hélicaon est nommé en son honneur.